# Margaret Matilda White
Margaret Matilda White (9. ledna 1868 – 6. července 1910) byla novozélandská fotografka a zdravotní sestra. Její nejznámější práce jsou fotografie, které pořídila v psychiatrické léčebně v Aucklandu. Sérii jejích skleněných desek má ve svých sbírkách Auckland War Memorial Museum.

## Životopis
White se narodila v Belfastu v Severním Irsku a s rodinou emigrovala na Nový Zéland v roce 1886. Od roku 1890 spolupracovala ve svém ateliéru s novozélandským fotografem Johnem Hannou. Později založila své vlastní fotografické studio v Newtonu v Aucklandu. She later established her own photographic studio in Newton, Auckland. Tento podnik však nebyl úspěšný a byla nucena ukončit své podnikání. I přes toto selhání pokračovala ve fotografování až do své smrti. Po uzavření svého studia pracovala jako zdravotní sestra v psychiatrické léčebně Auckland v Avondale. Právě tam pořídila řadu fotografií, díky kterým je nejznámější.
Zemřela v nemocnici Waihi 6. července 1910. Auckland War Memorial Museum má velkou sbírku jejích fotografických skleněných desek.